# Ljuba
Ljuba (cyr. Љуба) – wieś w Serbii, w Wojwodinie, w okręgu sremskim, w gminie Šid. W 2011 roku liczyła 446 mieszkańców.